# 比罗里
比罗里（義大利語：Birori），是意大利撒丁大区努奥罗省的一个市镇。总面积17.36平方公里，人口559人，人口密度32.2人/平方公里（2009年）。ISTAT代码为091008。